# Гуадалупе (Сакатекас)
Гуадалупе (исп. Guadalupe) — город и муниципалитет в Мексике, входит в штат Сакатекас. Население 99 572 человека.